# 市政局站
市政局站位於吉隆坡拉惹劳勿路，是吉隆坡安邦线和大城堡线的其中一个高架轻快铁车站。本站位于鹅唛河东岸和拉惹劳勿路旁，也是鹅唛河旁最南的安邦线车站。本站附近有若干间商场、吉隆坡市政局总部、马来西亚国家银行总部和吉隆坡小印度。本站属于安邦线第一阶段线路，于1996年12月16日开始运营。
此外，140米外附近有一个通勤铁路站  KA03  国家银行站，可以转乘至芙蓉线和巴生港线的其他车站。这也是吉隆坡第一个站外换乘站。

## 车站结构
本站是安邦线和大城堡线的一个高架车站。车站站台设在顶楼，涵盖两个側式月台和两条线路；在底楼和站台楼之间有一个购票台（车站大厅）。此站的设计类似其他车站，多层屋顶由格子框架、白灰色墙壁和支柱。所有楼层都有楼梯和手扶梯连接。
| 二楼     |                                                                               |                                                                    |
| 侧式站台 |                                                                               |                                                                    |
| 1号站台: | 3 安邦线/4 大城堡线 34往 AG1 SP1 冼都東 (→)                                   |                                                                    |
| 2号站台: | 3 安邦线/4 大城堡线 34通过 AG11 SP11 陈秀连往 SP31 布特拉高原与 AG18 安邦 (←) |                                                                    |
| 侧式站台 |                                                                               |                                                                    |
| 一楼     | 车站大厅                                                                      | 自动售票机、验票闸门、售票站、车站控制台、通往国家银行站的行人天桥 |
| 地面     | 街道                                                                          | 拉惹劳勿路                                                         |

## 车站周边
- 吉隆坡十合（Sogo）
- 东姑阿都拉曼路（有夜市摊子）
- 联昌国际银行（CIMB Bank）
- 大华银行（UOB）
- Coliseum Theatre
- 吉隆坡市政局

## 图片集

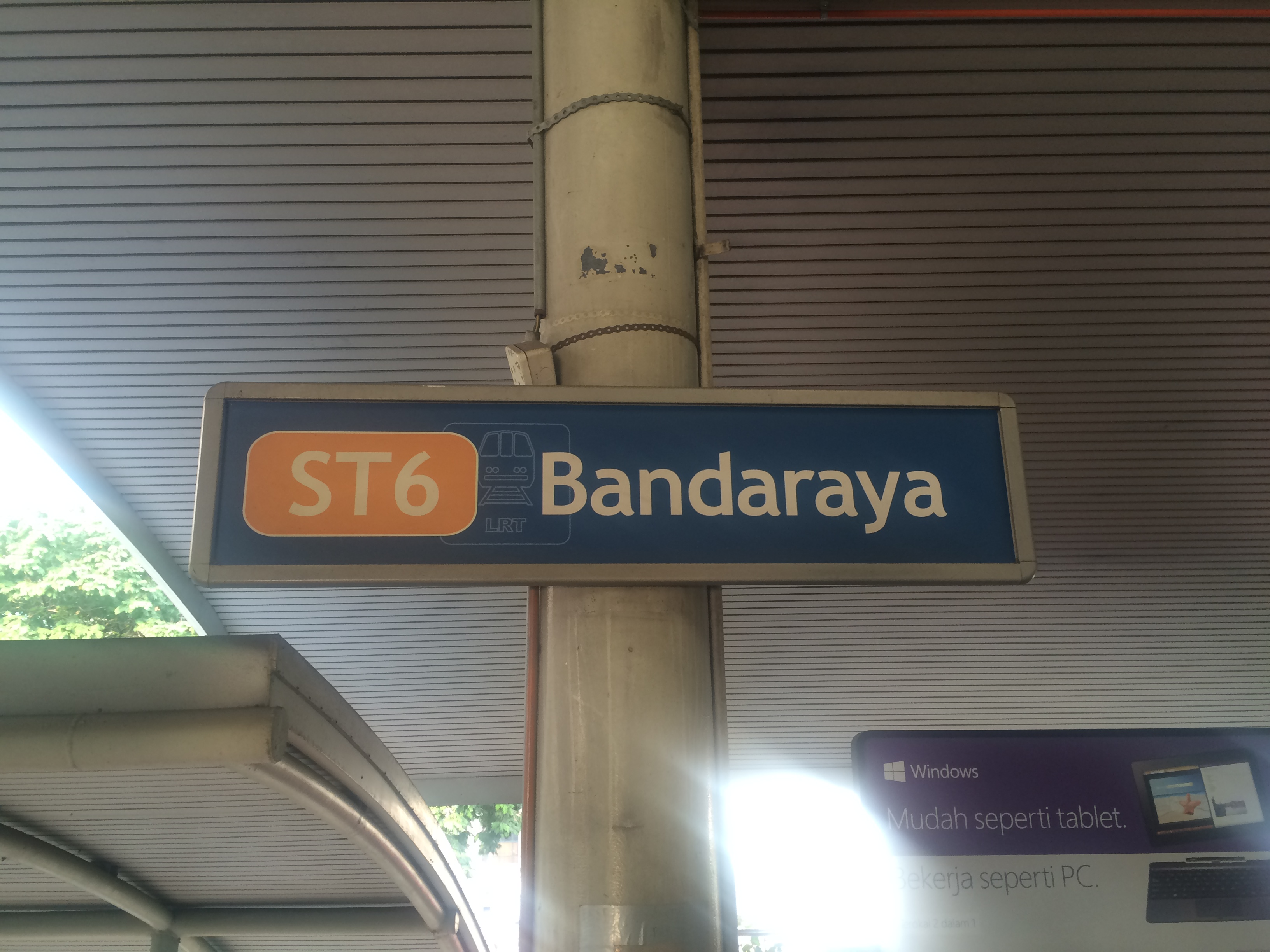
市政局站
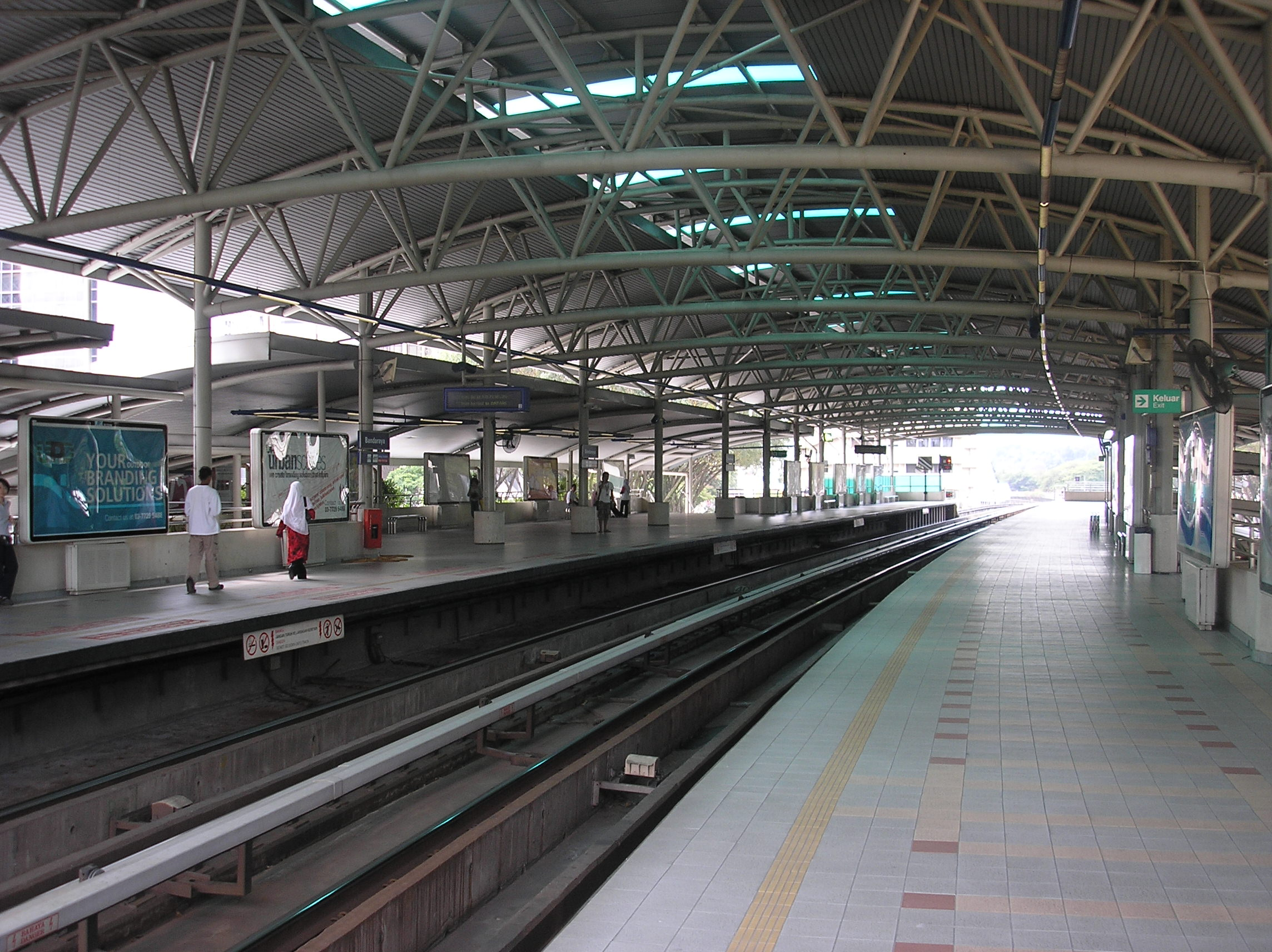
2007年市政局站台
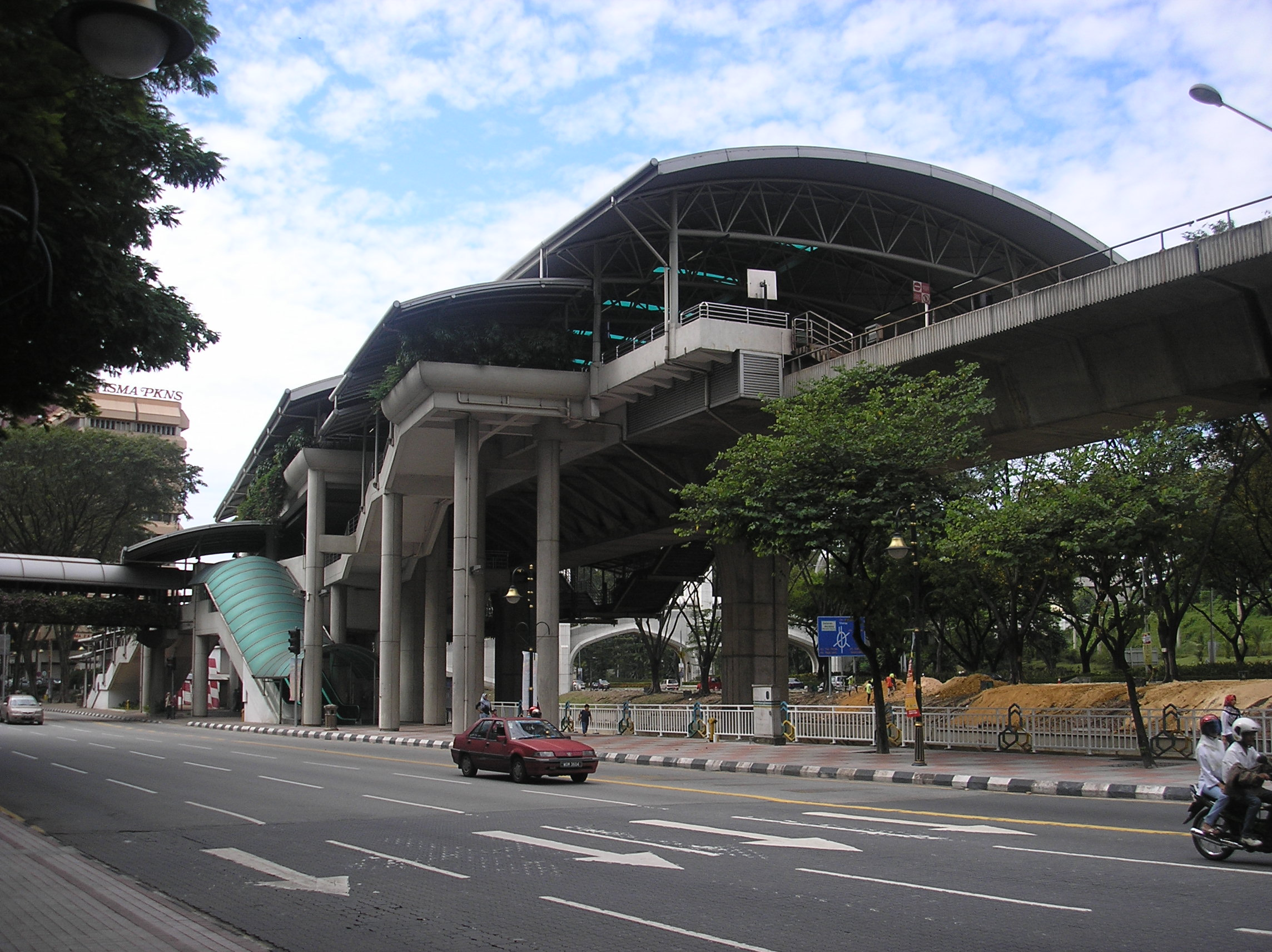
从西南部方向看向市政局站外观
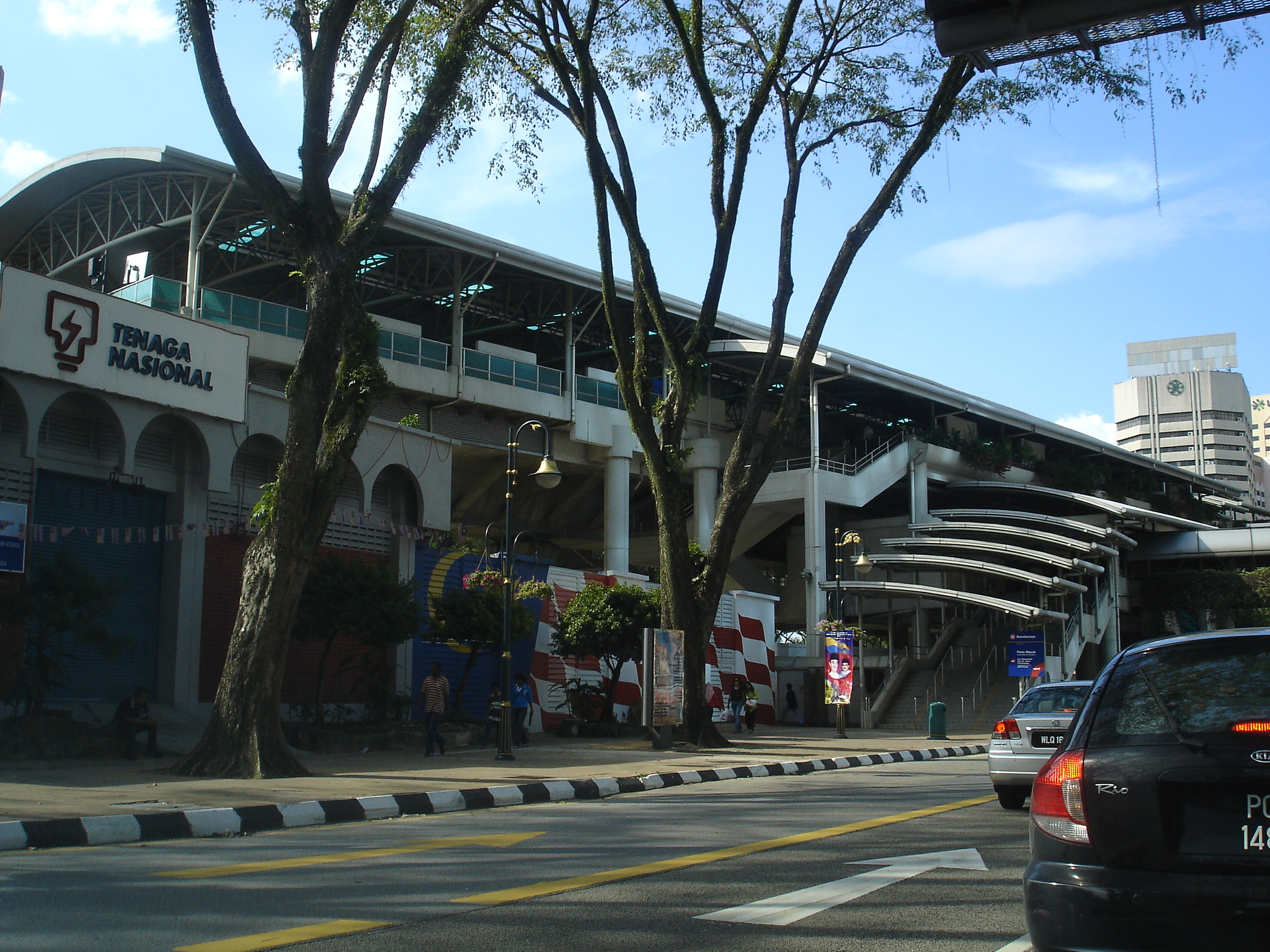
另一个车站外观